# 戈勒克布爾縣
戈勒克布爾縣是印度的一個縣，位於該國北部，由北方邦負責管轄，面積3,483平方公里，識字率為73.25%，2011年人口4,436,275，人口密度每平方公里1,274人。

## 外部連結
- 官方网站